# Песенка о медведях
«Песенка о медведях» — песня композитора Александра Зацепина на слова поэта Леонида Дербенёва из советского кинофильма 1967 года «Кавказская пленница». За исполнительницу главной роли песню за кадром поёт Аида Ведищева.

## История
Когда готовились съёмки фильма, Леонид Дербенёв и режиссёр фильма Леонид Гайдай решили, что в фильме будут звучать две песни. Одну должен был петь Никулин, а с закадровой исполнительницей песни Нины была неясность. Тогда было решено устроить конкурс. Поучаствовать в конкурсе пригласили нескольких популярных в то время певиц, им звонили прямо с радиостанции, из передачи «С добрым утром!». Аида Ведищева согласилась, приехала и за полчаса записала на пробу какую-то, как ей показалось, простенькую песню. Её голос понравился больше всего. В конце июля 1966 года на «Мосфильме» состоялась запись песни для будущего фильма.
По словам Ведищевой, только лишь первый тираж выпущенной на фирме «Мелодия» пластинки с этой песней составил семь с половиной миллионов экземпляров.
В 2023 году Александр Зацепин рассказал, что авторские отчисления за нее были очень высокими:
Когда вышла «Песенка о медведях», ко мне прибежал Леня Дербенев и говорит: «Мне на днях авторские пришли. Я сразу машину купил!»